# Skärsjön (Åsenhöga socken, Småland)
Skärsjön är en sjö i Gnosjö kommun och Vaggeryds kommun i Småland och ingår i Lagans huvudavrinningsområde. Sjön är 20 meter djup, har en yta på 0,112 kvadratkilometer och befinner sig 208,1 meter över havet. Vid provfiske har gädda fångats i sjön.

## Delavrinningsområde
Skärsjön ingår i det delavrinningsområde (636015-138605) som SMHI kallar för Utloppet av Flaten. Medelhöjden är 195 meter över havet och ytan är 23,01 kvadratkilometer. Räknas de 19 delavrinningsområdena uppströms in blir den ackumulerade arean 282,14 kvadratkilometer. Bolmån (Ulvhultsån) som avvattnar avrinningsområdet har biflödesordning 2, vilket innebär att vattnet flödar genom totalt 2 vattendrag innan det når havet efter 193 kilometer. Delavrinningsområdet består mestadels av skog (68 %). Avrinningsområdet har 3,62 kvadratkilometer vattenytor vilket ger det en sjöprocent på 15,7 %.